# Dick Turpin's Ride to York (film 1913)
Dick Turpin's Ride to York è un cortometraggio muto del 1913 diretto da Charles Raymond e interpretato da Percy Moran nel ruolo del famoso bandito Dick Turpin (1705-1739). La storia del film si basa su una leggendaria fuga di Turpin che avrebbe coperto i 320 chilometri che separano Londra da York in una sola notte in groppa al suo fedele cavallo nero Bess.

## Trama
Tradito dalla moglie gelosa, un malvivente viene inseguito dai Runner di Bow Street.

## Produzione
Il film fu prodotto dalla casa di produzione londinese British & Colonial Kinematograph Company.

## Distribuzione
Distribuito dalla Cosmopolitan Films, il film - un cortometraggio in due bobine - uscì nelle sale cinematografiche britanniche nel luglio 1913.